# حواوشي
الحواوشي (Hawawshi) أكلة شعبية مصرية شهيرة يتم فيها تسوية اللحم المفروم داخل الخبز المصرى او داخل عجين مخصص له وهو ما يسمى بالحواوشى الاسكندرانى . 

## التاريخ
إلى الآن لم يؤكَد تاريخ الحواوشي ومن ابتكره ،لكن يُقال أنه من صنع جزار مصري يسمى محمد حواوشي ،وكان ذلك عام 1971م حيث قام بوضع بواقى اللحم المقطع قطعا صغيرة داخل الخبز ثم وضعه بالفرن ليبتكر هذه الأكلة المصرية  ليبيعها بثمن بسيط للطلاب الذين لا يملكون ثمن شراء اللحم كما أنه لم يحصل حينها على براءة اختراع لكن ما زالت هذه الأكلة تحمل اسمه.

## أنواعه

### العادى
المقادير :
خبز(أبيض أو بلدي"قمح").
نصف كيلو لحم مفروم،
ثمرة بصل كبيرة،
زيت ذرة أو زبد أو سمن نباتي،
ملح ـ فلفل،
بهارات (قرفة وجوزة الطيب)،
كزبرة خضراء، ورق لورا (غار)، حبهان مطحون،
ثمرة فلفل أخضر،
مكعبات طماطم،
ورق فويل (ألومنيوم ـ قصدير).
الطريقة :
- يتم خلط المقادير السابقة كلها مع بعض جيداً.
- نضع قطع الدهن أو الزبدة أو الزيت في قاع الصينية.
- ثم نأخذ كمية من الخلطة السابقة ونفردها بداخل الخبز.
- نغطي الخبز بالفويل، ثم نضعه في فرن ساخن جداً لمدة خمس دقائق ثم تهدأ عليهم النار مدة نصف ساعة.
- يقدم مع المخلل المشكل الحار.

### الاسكندرانى
هو لحم مفروم ومتبل بالبصل والفلفل الأسمر وجوزة الطيب والبقدونس ويضيف البعض الشطة والفلفل الحار ويوضع بين راقين من العجين الأبيض ويدخل الفرن ليخرج له رائحة خاصة ومذاق رائع، وتعتبر قرية العزيزية في مصر من الأماكن الشهيرة بصناعة الحواوشي.

## القيمة الغذائية
| دهون كلية | دهون مشبعة | كوليسترول  | صوديوم   | كربوهيدرات | ألياف غذائية | سكريات كلية | بروتين | فيتامين د      | كالسيوم | حديد      | بوتاسيوم | فيتامين أ     | فيتامين ج |
| --------- | ---------- | ---------- | -------- | ---------- | ------------ | ----------- | ------ | -------------- | ------- | --------- | -------- | ------------- | --------- |
| 8.9 غم    | 3.5 غم     | 25.12 ملغم | 273 ملغم | 14.30غم    | 2 غرام       | 20 غم       | 7.4 غم | 0.89 ميكروغرام | 23 ملغم | 1.53 ملغم | 214 ملغم | 506 ميكروغرام | 16 ملغم   |